# 코리 가드너
코리 스콧 가드너(영어: Cory Scott Gardner, 1974년 8월 22일 콜로라도주 ~ )는 미국의 정치인이다. 소속 정당은 공화당이다.
1997년 콜로라도 주립 대학교로부터 정치학 학사 학위를 받았으며 2001년에는 콜로라도 대학교로부터 법무박사 학위를 받았다. 2005년 6월 23일부터 2011년 1월 2일까지 콜로라도주 의회 하원 의원을 역임했고 2011년 1월 3일부터 2015년 1월 3일까지 미국 하원 콜로라도주 대표 의원을 역임했다. 2017년 1월 3일부터 2021년 1월 3일까지 미국 상원 콜로라도주 대표 의원을 역임하고 있다.

## 역대 선거 결과
| 선거명      | 직책명                         | 대수  | 정당   | 득표율  | 득표수      | 결과 | 당락                     |
| ----------- | ------------------------------ | ----- | ------ | ------- | ----------- | ---- | ------------------------ |
| 2006년 선거 | 하원의원 (콜로라도 제63선거구) | 65대  | 공화당 | 73.32%  | 15,881표    | 1위  | 콜로라도 주의원 당선     |
| 2008년 선거 | 하원의원 (콜로라도 제63선거구) | 66대  | 공화당 | 100.00% | 22,847표    | 1위  | 콜로라도 주의원 당선     |
| 2010년 선거 | 하원의원 (콜로라도 제4선거구)  | 112대 | 공화당 | 52.48%  | 138,634표   | 1위  | 콜로라도주 하원의원 당선 |
| 2012년 선거 | 하원의원 (콜로라도 제4선거구)  | 113대 | 공화당 | 58.42%  | 199,842표   | 1위  | 콜로라도주 하원의원 당선 |
| 2014년 선거 | 상원의원 (콜로라도 제2부)      | 114대 | 공화당 | 48.21%  | 983,891표   | 1위  | 콜로라도주 상원의원 당선 |
| 2020년 선거 | 상원의원 (콜로라도 제2부)      | 117대 | 공화당 | 44.18%  | 1,429,085표 | 2위  | 낙선                     |